# Aponia major
Aponia major là một loài bướm đêm trong họ Crambidae.